# Bauhenk
Bauhenk är en hoppbacke i Kranj i Slovenien. 

## Historia
Skidföreningen SK Triglav Kranj tog initiativ 2001 till byggandet av en hoppbacke i Kranj som bland annat skulle användas till sommarträning för slovenska backhoppare. Backen, som har K-punkt 100 meter och backstorlek 109 meter, försågs med plastmattor och invigdes 19 september 2004. Backen ligger vid berget Šmarjetna Gora.
Junior-VM 2006 arrangerades i Bauhenk. Sedan 2005 har deltävlingar i kontinentalcupen (COC) arrangerats i Bauhenk årligen. En världscupdeltävling skulle ha arrangerats i backen 16 december 2007, men tävlingen ställdes in på grund av snöbrist och hög temperatur; och ersattes med en extra deltävling i Villach i Österrike den 13 december 2007. Veteran-VM i backhoppning och nordisk kombination arrangerades i Bauhenk 2010. Bauhenk med K-punkt 100 meter är den största backen som hittills använts i veteran-VM.

## Backrekorder
Första officiella backrekordet sattes av Arthur Pauli från Österrike då han hoppade 110,5 meter i en junior-tävling 2 oktober 2004. Nuvarande backrekord (2012) tillhör hemmahopparen Peter Prevc som hoppade 119,0 meter under Alpen-Cup den 9 januari 2011. Backrekordet på plast sattes i en deltävling i kontinentalcupen 4 juli 2009 då Robert Kranjec från Slovenien hoppade 118,5 meter. Backrekordet för kvinnor tillhör Juliane Seyfarth från Tyskland som hoppade 109,5 meter under junior-VM 2006. Slovenskan Maja Vtič har backrekordet på plast. Hon hoppade 109,5 meter 25 juni 2011. 

## Viktiga tävlingar
| År   | Datum      | Tävling                          | Vinnare               | 2 plats       | 3 plats           |
| ---- | ---------- | -------------------------------- | --------------------- | ------------- | ----------------- |
| 2006 | 2 februari | Junior-VM, individuellt, män     | Gregor Schlierenzauer | Jurij Tepeš   | Andrea Morassi    |
| 2006 | 4 februari | Junior-VM, lag, män              | Österrike             | Slovenien     | Japan             |
| 2006 | 5 februari | Junior-VM, individuellt, kvinnor | Juliane Seyfarth      | Atsuko Tanaka | Elena Runggaldier |